# Рябиков, Глеб Алексеевич
Глеб Алексеевич Рябиков (12 (25) ноября 1900, Петергоф — ?) — советский футбольный тренер.

## Карьера
В разное время тренировал футбольные клубы «Судостроитель» (Николаев), «Арарат» (Ереван) и «Локомотив» (Гомель). В сезоне 1948/49 тренировал хоккейный клуб «Спартак» (Ленинград).